# كومارين
الكومارين (بالإنجليزية: Coumarin)‏ هو مركب كيميائي عطري من فئة " benzopyrone " الكيميائية، ويوجد في كثير من النباتات، ولا سيما بتركيز عال في فول التونكا، عشب الفانيليا، الجويسئة العطرة، البوصير ، العشب الحلو ، السليخة والحندقوق.
ولها رائحة حلوة، ويتعرف عليها بسهولة كرائحة الدريس المحصود حديثا ، ولا زالت تستخدم في العطور منذ عام 1882. وتمت تسمية بعض النباتات مثل وودروف الحلو، العشب الحلو والبرسيم الحلو نسبة لرائحتها الحلوة، والذي يرجع إلى ارتفاع محتواها من هذه المادة.
يستخدم الكومارين في صناعة المستحضرات الصيدلانية مثل تركيب عدد من الأدوية المضادة للتخثر الاصطناعية، وابرزها الوارفارين. كما يستخدم الكومارين كوسيلة مكسب في بعض أجهزة صبغ الليزر وكمحسس في العملية الكهروضوكيميائية الألواح الضوئية.

## مركبات ذات صلة والمشتقات
بعض المركبات المشتقة من الكومارين:
- البروديفاكوم (بالإنجليزية: brodifacoum)‏[6][7]
- bromadiolone[8]
- الفومارين(بالإنجليزية: Fumarin)‏[9]
- difenacoum[10]
- auraptene
- ensaculin
- phenprocoumon (Marcoumar)
- يمكن عزل السكوبوليتين من اللحاء'[11]
- الوارفارين (بالإنجليزية: warfarin)‏

## وصلات خارجية
- More info about coumarin
- Coumarin in tobacco
- Coumarin as an ingredient of perfume.